# Carolin Tahhan Fachakh
Carolin Tahhan Fachakh, (även syster Carolin), född 9 augusti 1971 i Aleppo, är en syrisk nunna.
Syster Carolin är nunna tillhörande salesianorden i Damaskus i Syrien. Hon driver bland annat en skola för yngre barn som tar emot både kristna och muslimska barn som flytt från kriget. En annan verksamhet hon arbetar med i samarbete med FN:s flyktingkontor i Syrien är att ge utsatta kvinnor möjlighet till utbildning och arbete inom sömnad.
År 2017 tilldelades syster Carolin priset International Women of Courage Award.